# 진 장공 (영진)
장공(莊公, ？~ 기원전 778년)은 진나라의 군주이다. 서주(西周) 때 사람으로 진중(秦仲)의 아들이다.

## 생애
기원전 822년, 진중(秦仲)이 서융(西戎)의 땅에서 전사하였는데, 주 선왕(周宣王)이 진중의 아들인 장남 장공(莊公)을 비롯한 다섯 형제를 불러 병력 7000명을 주며 서융을 토벌케 하였다.
장공이 서융을 쳐부수자, 주 선왕이 장공을 서수대부(西垂大夫)로 봉하였다. 대락(大駱) 일족의 서견구(西犬丘)의 땅까지 주었다.
장공은 후에 옛 땅인 서견구에서 살면서 삼형제를 낳았는데, 장남 세보(世父)는 조부인 진중을 죽인 서융을 토벌하기 위해 태자의 자리를 동생인 양공(襄公)에게 양위하니 양공이 태자가 되었다.
기원전 778년 장공이 재위 44년 만에 죽자, 차남 양공이 계승하였다.